# Moya Henderson
Moya Patricia Henderson (Quirindi, Australia, 2 de agosto de 1941) es una compositora australiana.

## Trayectoria
Licenciada en la Universidad de Queensland, Henderson fue Compositora Residente en la Ópera de Australia, durante su primera estancia en la Ópera de Sídney en 1973. A mediados de los años 1970, Henderson estudió composición con Karlheinz Stockhausen y música-teatro con Mauricio Kagel en el Cologne Musikhochschule. Las composiciones de Henderson incluyen piezas como el trabajo para órgano y pre-cinta grabada, Sitio Sagrado (1983), El Soñando escrito para la Orquesta de Cuarto australiana, "Seis Canciones Urbanas: El Patrick Ciclo de Canción Blanca" para soprano y orquesta (1983), y una ópera, Lindy (1997), con Judith Rodriguez (como co-libretista), basado en la desaparición de criatura Azaria Chamberlain en Uluru en 1980. La madre, Lindy Chamberlain, estuvo implicada en el asesinato del niño. La ópera documenta la justicia del caso de Lindy Chamberlain y su entonces marido, Michael. Se estrenó en la Ópera de Sídney en 2002.
En 1973, después de ser compositora residente nombrada en la Ópera de Australia durante estación inaugural en la Casa de Ópera de Sídney, Henderson consiguió una Beca DAAD y una subvención de viaje de Música del Consejo de Música de Australia para las Artes. Allí, continuó su educación musical en Alemania, después regresó a Australia hacia el fin de 1976 para enseñar composición como colaboradora conferenciante a tiempo parcial en la Universidad de Sídney. En 1978, fue compositora residente en el Departamento de Música, y después, trabajó para estimular el interés de estudiantes en música-teatro, para animarles a crear su música propia, composiciones de teatro.

## Trabajos
Henderson no desarrolló un único estilo de composición. Sus trabajos variaron de música de cámara, música instrumental, música vocal, música coral, música electrónica, y vocal ensemble música, a veces cubierto en versiones musicales diferentes. Algunos de sus trabajos son a un solo tiempo: cello solo' (1999), 'El Amado aguarda: quinteto de latón (2008), 'Ku-anillo-gai Chase: orquesta llena' (1999), 'G'EE. UU. de día 1: solo de cuerno' (2003), y 'Yapu vudlandta: destino, clarinete, y piano' (2004).

### Invenciones
En mitad de los años setenta mientras en Alemania, recibió una comisión del escultor Helfried Hagenberg para componer música para una escultura, también creó veintisiete triángulos musicales. Durante el curso de su trabajo,  desarrolló el alemba, un instrumento de percusión del teclado. Es también la inventora de la Tosca Bell, un instrumento de percusión con metal vacío, que entuba, crea una campana de vibrar, sacar el sonido como pegado. También desarrolló el 'lazo' para instrumentos de cuerda, que habilita la composición, para escribir 'natural', armonías encima, virtualmente, de cada nota dentro de la gama de la orquesta de cuerda.

## Reconocimientos
Durante su carrera, Henderson ha sido reconocida en ambas industrias musicales y teatrales. En 1974, Henderson ganó el Premio Kranichsteiner para composición a la mejor pieza de teatro de música. Por el desarrollo del instrumento alemba, se le otorgó el inaugural CSIRO Artista-en Camaraderías de Residencia en noviembre de 1983.  En 1993, Henderson fue nominada para premio de Música Don Amontona, y fue reconocida como miembro de la Orden de Australia en el 1996 Día de Australia Honores por su servicio como compositora.